# Jean-Marie Boomputte
Jean-Marie Boomputte (Gent, 1947) is een Belgische kunstschilder.
Hij volgde zijn opleiding aan de Sint-Lucasschool (Gent) en zette zijn studies voort in de Academies te Waver en Watermaal-Bosvoorde (1986-1988).
In zijn voornamelijk figuratieve werken speelt humor een belangrijke rol. Het centrale thema in zijn werk is de menselijke interactie. De laatste jaren maakt hij ook abstracte doeken. In 2001 stapt hij, naar aanleiding van het overlijden van zijn zoon Yoann, definitief over van zijn professionele bezigheid in een grote onderneming naar het leven als kunstenaar.

## Thematiek
In het begin werden zijn werken als incoherent beschouwd. Vanaf 1990 verdwijnt de boerenkiel uit zijn schilderijen. Zijn onderwerp wordt de gegoede burgerij en de bon vivants in veel variaties. Hij beeldt hen uit op een anekdotische manier, de heren haast per definitie in pak, de dames uitgerust met accessoires van Louis Vuitton en vaak in het gezelschap van een hondje. De mond van de vrouwen is rood en sexy, hun voeten gaan verborgen in schoenen met spitse punten. De heren zijn zelfvoldaan, kalend en arrogant, maar in het verhaal dat elk schilderij vertelt, figureren ze als antihelden. Deze verhalen spelen zich af op kantoor, tijdens recepties of familiebijeenkomsten of in het park. De hoofdpersonen zijn per definitie dik. Hun ogen spelen een cruciale rol; ze drukken wellust, jaloezie, ijdelheid, nederigheid of hoogmoed uit.
De laatste jaren maakt Jean-Marie Boomputte ook abstract werk. Meestal zijn deze schilderijen min of meer uitvergrote details uit of abstracties van zijn figuratieve werk. In 2002 ontwierp hij, op verzoek van Wilfried Meert, de affiche voor de atletiekwedstrijd "Memorial Van Damme"

## De kleur rood in het werk van Boomputte
In de schilderijen van Jean-Marie Boomputte is steeds één kleur overheersend aanwezig: rood, groen of blauw. Vooral rood keert in talloze variaties terug. "Ik heb wat met rood", zegt de kunstenaar hierover, "Liefst in olieverf. Al heb ik voorraden rode verf in overvloed, toch kan ik het niet laten iedere keer weer een tube rode verf mee te brengen."